# Saint-Marcellin-en-Forez
Saint-Marcellin-en-Forez is een gemeente in het Franse departement Loire (regio Auvergne-Rhône-Alpes). De plaats maakt deel uit van het arrondissement Montbrison. Saint-Marcellin-en-Forez telde op 1 januari 2022 5.088 inwoners.
Saint-Marcellin was in de middeleeuwen een versterkte plaats.

## Geografie
De oppervlakte van Saint-Marcellin-en-Forez bedroeg op 1 januari 2022 31,09 vierkante kilometer; de bevolkingsdichtheid was toen 163,7 inwoners per km².

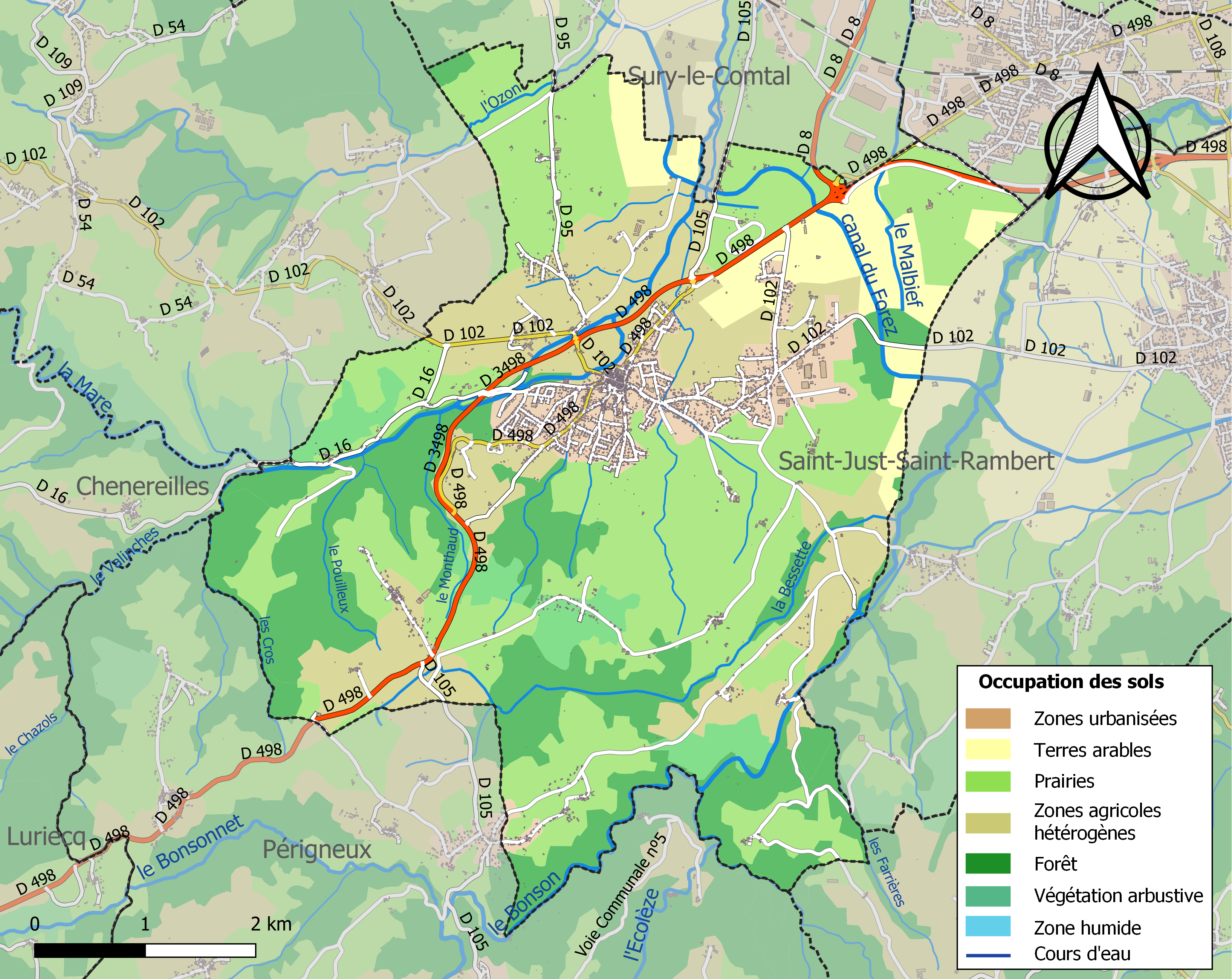
Kaart van de gemeente met de belangrijkste infrastructuur, bodemgebruik en omliggende gemeenten

## Demografie
Onderstaande figuur toont het verloop van het inwonertal (bron: INSEE-tellingen).